# Zappanale
Lo Zappanale è un festival musicale dedicato al compositore e chitarrista statunitense Frank Zappa che si tiene a cadenza annuale a Bad Doberan, una cittadina tedesca situata nel nord della ex Germania Est. La prima edizione dell'evento ebbe luogo nel 1990, tre anni prima della morte dell'artista. Il programma prevede una serie di concerti nei quali viene suonata prevalentemente la musica di Zappa.

## Storia
Molti degli organizzatori del festival erano cittadini della Germania Est e crebbero nel periodo in cui la musica di Zappa era messa al bando nei Paesi comunisti. Uno dei fondatori, Wolfhard Kutz, fu perseguitato dalla polizia segreta tedesco orientale, la Stasi, per essere un fan di Zappa. Quando gli archivi della Stasi furono resi pubblici dal nuovo governo tedesco nel 1992, Kutz apprese di essere stato schedato perché "sa come influenzare i giovani con Zappa". Con la caduta del muro di Berlino nel 1989, Kutz poté apertamente coltivare la propria passione e fondò la "Arf-society", un club che riuniva gli appassionati della musica di Zappa.

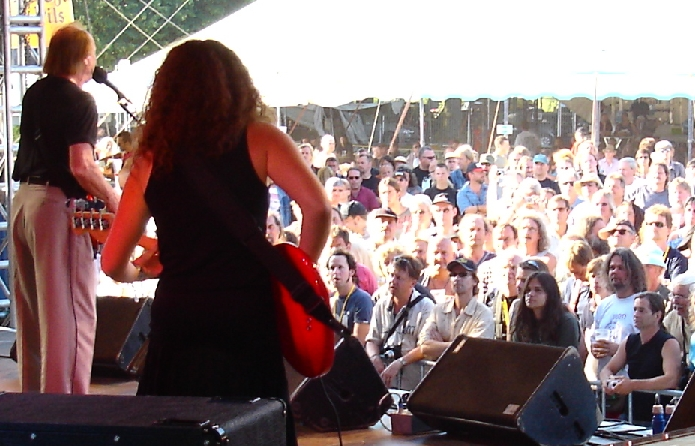
Adrian Belew allo Zappanale del 2006

L'anno successivo ebbe inizio lo Zappanale, e nella prima edizione vi fu il concerto di un solo gruppo che suonava brani di Zappa. Il festival, che di solito si tiene in estate durante un fine settimana, si è espanso negli anni successivi fino ad arrivare ad alcune migliaia di spettatori. La Arf Society si è ufficialmente registrata come organizzazione nel 1993.
Nel corso degli anni, anche alcuni dei musicisti che hanno suonato con Zappa si sono esibiti al festival, tra i quali Warren Cuccurullo, Bunk Gardner, Don Preston, Jimmy Carl Black, Mike Keneally, Roy Estrada, Napoleon Murphy Brock, Ike Willis, Scott Thunes e Adrian Belew. Nel 2002, gli organizzatori del festival hanno raccolto dei fondi per l'esecuzione di un busto bronzeo di Zappa, che è stato posizionato nel centro di Bad Doberan.